# La Reforma (östra Misantla)
La Reforma är en ort i Mexiko.   Den ligger i kommunen Misantla och delstaten Veracruz, i den sydöstra delen av landet, 250 km öster om huvudstaden Mexico City. La Reforma ligger 630 meter över havet och antalet invånare är 639.
Terrängen runt La Reforma är kuperad åt nordost, men åt sydväst är den bergig. Terrängen runt La Reforma sluttar norrut. Runt La Reforma är det ganska tätbefolkat, med 166 invånare per kvadratkilometer. Närmaste större samhälle är Misantla, 6,5 km nordväst om La Reforma. Omgivningarna runt La Reforma är en mosaik av jordbruksmark och naturlig växtlighet.